# Letytschiw
Letytschiw (ukrainisch Летичів; russisch Летичев Letitschew, polnisch Latyczów) ist eine Siedlung städtischen Typs im Osten der ukrainischen Oblast Chmelnyzkyj und war bis Juli 2020 administrative Zentrum des gleichnamigen Rajons Letytschiw mit etwa 10.300 Einwohnern (2019). Letytschiw ist eine der ältesten Ortschaften Podoliens.

## Geographische Lage
Letytschiw liegt an der Mündung des Wowk (Вовк) in den Südlichen Bug.
Die Ortschaft liegt an der ukrainischen Fernstraße M12 52 km östlich der Oblasthauptstadt Chmelnyzkyj und 68 km westlich von Winnyzja.

## Geschichte
Die Anfang/Mitte des 13. Jahrhunderts gegründete Ortschaft erhielt 1466 vom polnischen König Stefan Batory die Stadtrechte nach Magdeburger Recht gewährt.

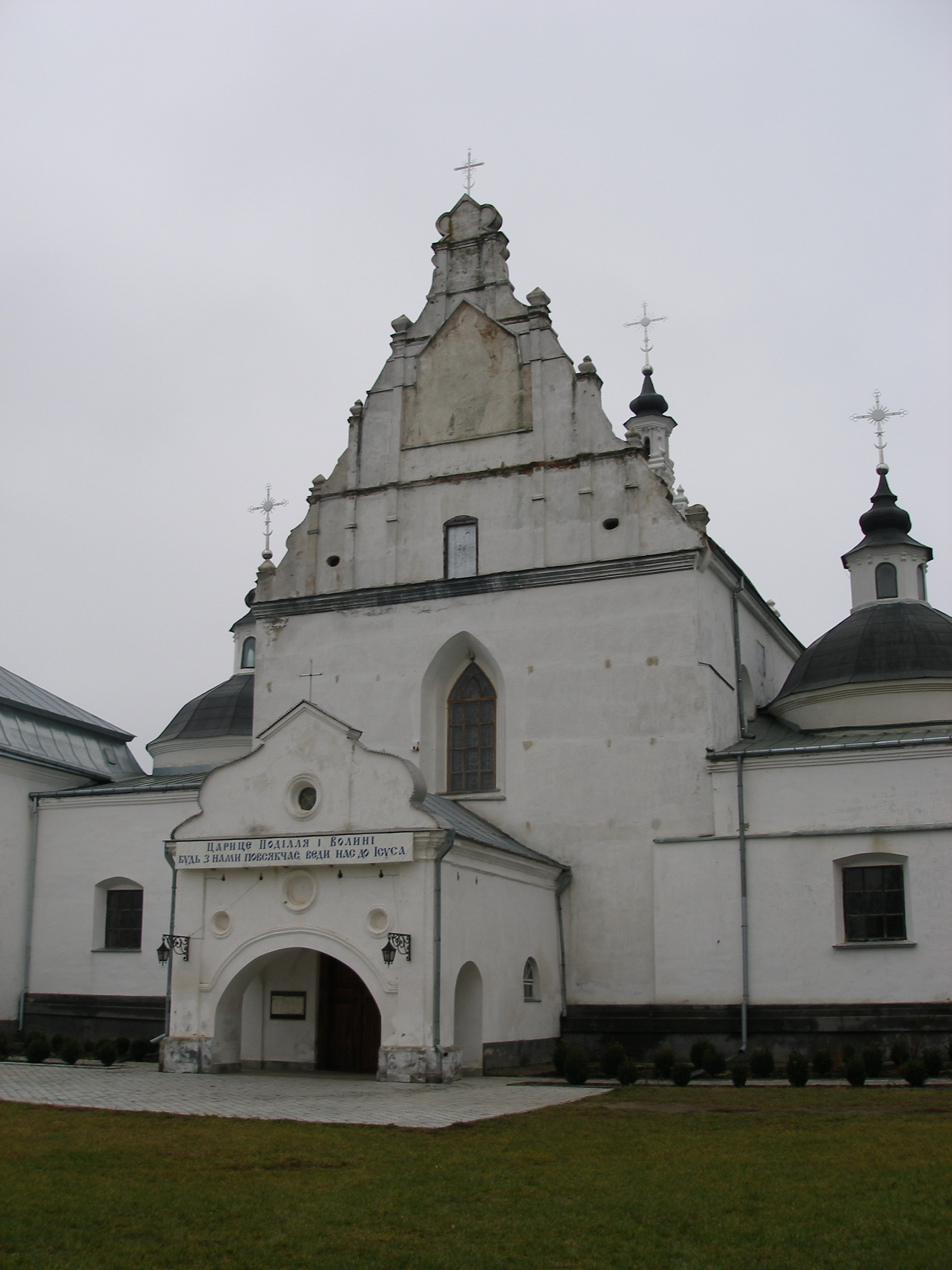
Dominikanerkloster in Letytschiw

### 20. Jahrhundert
1924 erhielt Letytschiw den Status einer Siedlung städtischen Typs.
Zu Beginn des 20. Jahrhunderts und im Ersten Weltkrieg war die Ortschaft zeitweise unter ungarischer und deutscher Besatzung und vom 17. Juli 1941 bis zum 23. März 1944 war sie von Truppen der Wehrmacht besetzt.
Unter der deutschen Besatzung während des Zweiten Weltkrieges war die Siedlung Hauptort des Kreisgebietes Letitschew innerhalb des Generalbezirks Wolhynien-Podolien im Reichskommissariat Ukraine. In dieser Zeit kam es durch die Nationalsozialisten zu Pogromen an der ansässigen jüdischen Bevölkerung, der 7200 Menschen zum Opfer fielen.

## Verwaltungsgliederung
Am 13. August 2015 wurde die Siedlung zum Zentrum der neugegründeten Siedlungsgemeinde Letytschiw (Летичівська селищна громада/Letytschiwska selyschtschna hromada). Zu dieser zählen auch die 44 in der untenstehenden Tabelle aufgelisteten Dörfer, bis dahin bildete sie die gleichnamige Siedlungsratsgemeinde Letytschiw (Летичівська селищна рада/Letytschiwska selyschtschna rada) im Zentrum des Rajons Letytschiw.
Am 17. Juli 2020 kam es im Zuge einer großen Rajonsreform zum Anschluss des Rajonsgebietes an den Rajon Chmelnyzkyj.
Folgende Orte sind neben dem Hauptort Letytschiw Teil der Gemeinde:
| Name                       | Name                  | Name                                              |
| ukrainisch transkribiert   | ukrainisch            | russisch                                          |
| -------------------------- | --------------------- | ------------------------------------------------- |
| Anjutyne                   | Анютине               | Анютино (Anjutino)                                |
| Antoniwka                  | Антонівка             | Антоновка (Antonowka)                             |
| Bilezke                    | Білецьке              | Белецкое (Belezkoje)                              |
| Bochny                     | Бохни                 | Бохны                                             |
| Buzni                      | Буцні                 | Буцни (Anjutino)                                  |
| Holenyschtschewe           | Голенищеве            | Голенищево (Galenischtschewo)                     |
| Horbassiw                  | Горбасів              | Горбасов (Gorbassow)                              |
| Hretschynzi                | Гречинці              | Гречинцы (Gretschinzy)                            |
| Hruschkiwzi                | Грушківці             | Грушковцы (Gruschkowzy)                           |
| Iwanynzi                   | Іванинці              | Иванинцы (Iwaninzy)                               |
| Jalyniwka                  | Ялинівка              | Ялиновка (Jalinowka)                              |
| Jurtschenky                | Юрченки               | Юрченки (Jurtschenki)                             |
| Kopytynzi                  | Копитинці             | Копытинцы (Kopytinzy)                             |
| Kosatschky                 | Козачки               | Казачки (Kasatschki)                              |
| Kudynka                    | Кудинка               | Кудинка (Kudinka)                                 |
| Lisso-Beresiwka            | Лісо-Березівка        | Лесо-Берёзовка (Lesso-Berjosowka)                 |
| Losny                      | Лозни                 | Лозны                                             |
| Majdan                     | Майдан                | Майдан (Maidan)                                   |
| Majdan-Holenyschtschiwskyj | Майдан-Голенищівський | Майдан-Голенищевский (Maidan-Golenischtschewskyj) |
| Majdan-Sachniwskyj         | Майдан-Сахнівський    | Майдан-Сахновский (Maidan-Sachnowskyj)            |
| Majdan-Werbezkyj           | Майдан-Вербецький     | Майдан-Вербецкий (Maidan-Werbezki)                |
| Malakiwschtschyna          | Малаківщина           | Малаковщина (Malakowschtschina)                   |
| Markiwzi                   | Марківці              | Марковцы (Markowzy)                               |
| Moskaliwka                 | Москалівка            | Москалевка (Moskalewka)                           |
| Mychunky                   | Михунки               | Михунки (Michunki)                                |
| Nowa Huta                  | Нова Гута             | Новая Гута (Nowaja Guta)                          |
| Nowokostjantyniw           | Новокостянтинів       | Новоконстантинов (Nowokonstantinow)               |
| Nowomykolajiwka            | Новомиколаївка        | Новониколаевка (Nowonikolajewka)                  |
| Podilske                   | Подільське            | Подольское (Podolskoje)                           |
| Popiwzi                    | Попівці               | Поповцы (Popowzi)                                 |
| Pryluschne                 | Прилужне              | Прилужное (Priluschnoje)                          |
| Rewucha                    | Ревуха                | Ревуха                                            |
| Roschny                    | Рожни                 | Рожны                                             |
| Rossijska Buda             | Російська Буда        | Российская Буда (Rossijskaja Buda)                |
| Rossochuwata               | Розсохувата           | Рассоховатая (Rassochowataja)                     |
| Rudnja                     | Рудня                 | Рудня                                             |
| Sachny                     | Сахни                 | Сахны                                             |
| Snitiwka                   | Снітівка              | Снитовка (Snitowka)                               |
| Susliwzi                   | Суслівці              | Сусловцы (Suslowzy)                               |
| Switschna                  | Свічна                | Свечная (Swetschnaja)                             |
| Terliwka                   | Терлівка              | Терловка (Terlowka)                               |
| Tschaplja                  | Чапля                 | Чапля                                             |
| Warenka                    | Варенка               | Варенка                                           |
| Werbka                     | Вербка                | Вербка                                            |

## Persönlichkeiten
- Mykola Buratschek, (1871–1942); Maler
- Jewgeni Iossifowitsch Michalski, (1897–1937); Esperanto-Dichter und -Aktivist
- Joseph Stacher, (1902–1977); US-amerikanischer Mobster